# Marco Pezzaiuoli
Marco Pezzaiuoli   (Mannheim, 16 de novembre de 1968) és un exfutbolista alemany i entrenador de futbol.
Ha dirigit equips com el Karlsruher SC, Eintracht Trèveris, TSG 1899 Hoffenheim i Cerezo Osaka.